# Liste der Kulturdenkmäler in Rudlos
Die folgende Liste enthält die in der Denkmaltopographie ausgewiesenen Kulturdenkmäler auf dem Gebiet des Ortsteils Rudlos der  Stadt Lauterbach, Vogelsbergkreis, Hessen.
Hinweis: Die Reihenfolge der Denkmäler in dieser Liste orientiert sich an der Anschrift, alternativ ist sie auch nach der Bezeichnung, der vom Landesamt für Denkmalpflege vergebenen Nummer oder der Bauzeit sortierbar.
Kulturdenkmäler werden fortlaufend im Denkmalverzeichnis des Landes Hessen durch das Landesamt für Denkmalpflege Hessen auf Basis des Hessischen Denkmalschutzgesetzes (HDSchG) geführt. Die Schutzwürdigkeit eines Kulturdenkmals hängt nicht von der Eintragung in das Denkmalverzeichnis des Landes Hessen oder der Veröffentlichung in der Denkmaltopographie ab.

| Bild                                   | Bezeichnung                            | Lage | Beschreibung | Bauzeit | Objekt-Nr. |
| -------------------------------------- | -------------------------------------- | --- | --- | ------- | ---------- |
| Bild gesucht BW                        | Sogenanntes Totes Kind                 | Außerhalb der Ortslage LageFlur: 19, Flurstück: 3/1                                                      | Stelenartiger, bogig abschließender Sandstein. Die Vorderseite zeigt oben ein erhabenes Kreuz, darunter die Jahreszahl 1732.                                                                                                | 1732    | 66717 DDB  |
| Sogenannte Bärenmauer                  | Sogenannte Bärenmauer                  | Außerhalb der Ortslage LageFlur: 17, Flurstück: 2                                                        | Nach 1938 erneuertes Denkmal in Form eines aus Bruchsteinen zusammengefügten Kegelstumpfes. | 1938    | 66719 DDB  |
| weitere Bilder                         | Evangelische Kirche                    | Eisenbacher Straße 1 LageFlur: 1, Flurstück: 20                                                          | Bereits relativ früh, 1457, wurde in Rudlos eine Kapelle geweiht. Ihre 1691 errichtete Nachfolgerin gehört zu den kleinsten Fachwerkkirchen des Vogelsberges und ist gleichzeitig „eine der reizvollsten“ (Heinrich Walbe). | 1691    | 66707 DDB  |
|                                        |                                        | Eisenbacher Straße 5 LageFlur: 1, Flurstück: 71/3                                                        | Markantes Transformatorengebäude, das durch sein sorgfältiges Klinkermauerwerk mit zwei schmalen, hohen, expressionistisch anmutenden Öffnungen an der Straßenseite auffällt.                                               | 1930    | 66709 DDB  |
|                                        |                                        | Eisenbacher Straße 17 LageFlur: 2, Flurstück: 3/3                                                        | 1909/10 als erstes Anwesen jenseits der Bornwiese entstanden. Das eingeschossige Wohnhaus mit Mansarddach ist als Fachwerkkonstruktion errichtet worden.                                                                    | 1909    | 66711 DDB  |
| weitere Bilder                         | Pumpbrunnen                            | Eisenbacher Straße o. Nr., Hohwaldstraße 2 und Hohwaldstraße 10 LageFlur: 1, Flurstück: 56/1, 71/4, 36/1 | Östlich der Hohwaldstraße sowie nördlich der Kirche stehen drei eiserne Pumpbrunnen in klassizistischer Säulenform, jeweils ergänzt durch einen Sandsteintrog.                                                              | 1980    | 66705 DDB  |
| Ehemaliges Herrenhaus mit Küchengarten | Ehemaliges Herrenhaus mit Küchengarten | Hohwaldstraße 1 LageFlur: 1, Flurstück: 10/1                                                             | Aus der Gründungszeit des Rudloser Hofgutes in der Mitte des 15. Jahrhunderts sind keine baulichen Überreste erhalten. Das älteste bestehende Gebäude ist das Herrenhaus aus dem Jahr 1620 (Datierung über dem Eingang).    | 1620    | 66713 DDB  |
| Backhaus                               | Backhaus                               | Hohwaldstraße 13 LageFlur: 1, Flurstück: 3/1                                                             | Vor der Schule gelegenes eingeschossiges Gebäude aus regelmäßigem Mauerwerk, errichtet 1860. | 1860    | 66839 DDB  |
| Ehemalige Schule                       | Ehemalige Schule                       | Hohwaldstraße 15 LageFlur: 1, Flurstück: 3/6                                                             | 1896 erhielt Rudlos den bestehenden Schulbau. Er diente seinen Zwecken bis in die 1960er Jahre. | 1896    | 66715 DDB  |

- Karte mit allen Koordinaten der Denkmäler:
- OSM |
- WikiMap